# Победа (Потаповский сельсовет)
Победа (бел. Перамога) — деревня в Потаповском сельсовете Буда-Кошелёвского района Гомельской области Белоруссии.

## География

### Расположение
В 12 км на северо-запад от Буда-Кошелёво, 2 км от железнодорожной станции Забабье (на линии Жлобин — Гомель), 60 км от Гомеля.

## Транспортная сеть
Транспортные связи по просёлочной, затем автомобильной дороге Жлобин — Гомель. Планировка состоит из двух коротких почти параллельных между собой улиц. Застройка деревянными домами усадебного типа.

## История
Основана в начале 1920-х годов переселенцами с соседних деревень на бывших помещичьих землях. В 1930 году жители деревни вступили в колхоз. В 1959 году В составе совхоза «Потаповский» (центр — деревня Потаповка).

## Население

### Численность
- 2018 год — 2 жителя.

### Динамика
- 1959 год — 148 жителей (согласно переписи).
- 2004 год — 7 хозяйств, 12 жителей.